# Росси, Марко (футболист, 1964)
Ма́рко Ро́сси (итал. Marco Rossi; род. 9 сентября 1964, Друенто, Пьемонт) — итальянский футболист и футбольный тренер, игравший на позиции защитника. Главный тренер сборной Венгрии.

## Клубная карьера
Росси родился 9 сентября 1964 года в городе Друенто и является воспитанником футбольной школы клуба «Торино». 18 марта 1984 года в сезоне 1983/1984 он дебютировал в матче против «Асколи» (0:0), выйдя на замену на 84-й минуте. По окончании сезона покинул клуб и впоследствии с 1984 по 1987 год играл за команды низших лиг «Виртус Кампания», «Кампания Путеолана». В 1987 году он перешёл в «Катандзаро», только что перешедший в Серию В. По итогам сезона команде не хватило всего одного очка до выхода в высший дивизион, а Росси был основным игроком защиты.
Своей игрой за последнюю команду привлёк внимание представителей тренерского штаба клуба «Брешиа», к составу которого присоединился в 1988 году. Сыграл за клуб из Брешии следующие пять сезонов своей игровой карьеры. Большую часть времени, проведённого в составе команды, был основным игроком защиты. В 1993 году заключил контракт с «Сампдорией», сумма трансфера составила 2,5 миллиона долларов. В составе этой команды провёл следующие два года своей карьеры и стал обладателем Кубка Италии 1993/1994.
По окончании контракта, в возрасте 31 года, уехал за границу, где играл в Мексике за «Америку» и в Германии за «Айнтрахт» (Франкфурт-на-Майне). В 1997 году он вернулся в Италию, чтобы завершить профессиональную карьеру в клубе чемпионата Италии «Пьяченца». Последними клубами в карьере Росси стали любительские команды «Оспиталетто» и «Сало Вальсаббиа».

### Тренерская карьера
Начал тренерскую карьеру вскоре после завершения карьеры игрока, в 2003 году, войдя в тренерский штаб клуба «Лумеццане». В 2004 году Росси был назначен главным тренером команды и был уволен в марте 2006 года из-за предпоследнего места в турнирной таблицы. В 2006 году он возглавил клуб «Про Пратрия», из которого был уволен в конце года, но вскоре восстановлен в должности. В сезоне 2008/2009 итальянский наставник стал главным тренером «Специи» в Серии D, с которой занял 2-е место и принял участие в плей-офф за повышение в классе. В январе 2009 года Марко получил должность главного тренера «Скафатезе» во Втором дивизионе Профессиональной лиги и в конце апреля был уволен, но через несколько часов вернулся к должности и по итогам сезона помог клубу сохранить своё место в лиге. В августе 2010 года он взял на себя руководство «Кавезе» и был уволен 14 февраля, когда команда занимала последнее место в турнирной таблице.
В августе 2012 года получил приглашение от венгерского «Гонведа». По итогам сезона команда заняла третье место, получив право участвовать в Лиге Европы. За достижения на посту тренера клуб продлил с ним контракт до 30 июня 2014 года. В следующем сезоне команда быстро вылетела из еврокубков, и в апреле 2014 года Росси ушёл с должности главного тренера после пяти проигранных матчей чемпионата подряд. В 2015 году был снова приглашён на тренерский мостик будапештской команды, находившейся на тот момент в зоне вылета, а в 2017 году привёл «Гонвед» к победе в чемпионате Венгрии. Марко был признан лучшим тренером сезона, после чего ушёл в отставку из-за экономических разногласий.
В июне 2017 года было объявлено, что Росси подпишет контракт на два года со словацким футбольным клубом «ДАК 1904». В финальном туре сезона клуб обыграл «Ружомберок» со счетом 4:0, благодаря чему занял третье место, а Росси привёл ещё одну команду к квалификации Лиги Европы. 19 июня 2018 года вернулся в Венгрию, где возглавил тренерский штаб национальной сборной страны после увольнения Жоржа Лекенса. Вывел её в финальную часть чемпионата Европы 2020 года, проведение которой из-за коронавирусной пандемии было перенесено на июнь-июль 2021. В 2020 году за свои достижения в сборной был признан лучшим тренером Венгрии. Под его руководством на чемпионате Европы в июне 2021 года венгерская команда сыграла вничью с чемпионом мира, сборной Франции, и сборной Германии, набрав два очка в группе, в которой также играла сборной Португалии. Несколько европейских журналов высоко оценили его работу и выступление венгров на чемпионате Европы.

## Тренерская статистика
| Команда    | Начало работы  | Окончание работы | Результаты | Результаты | Результаты | Результаты | Результаты | Результаты | Результаты | Результаты |
| Команда    | Начало работы  | Окончание работы | И          | В          | Н          | П          | МЗ         | МП         | РМ         | % побед    |
| ---------- | -------------- | ---------------- | ---------- | ---------- | ---------- | ---------- | ---------- | ---------- | ---------- | ---------- |
| Лумеццане  | 1 июля 2004    | 15 марта 2006    | 72         | 19         | 21         | 32         | 68         | 90         | −22        | 026,39     |
| Про Патрия | 22 июня 2006   | 12 декабря 2006  | 20         | 5          | 7          | 8          | 16         | 31         | −15        | 025,00     |
| Про Патрия | 17 апреля 2007 | 10 июня 2008     | 46         | 14         | 19         | 13         | 53         | 47         | +6         | 030,43     |
| Специя     | 10 июня 2008   | 17 июня 2009     | 40         | 25         | 10         | 5          | 68         | 31         | +37        | 062,50     |
| Скафатезе  | 21 января 2010 | 11 мая 2010      | 14         | 5          | 4          | 5          | 15         | 12         | +3         | 035,71     |
| Кавезе     | 5 августа 2010 | 15 февраля 2011  | 25         | 7          | 8          | 10         | 28         | 27         | +1         | 028,00     |
| Гонвед     | 1 июня 2012    | 28 апреля 2014   | 86         | 36         | 18         | 32         | 137        | 113        | +24        | 041,86     |
| Гонвед     | 7 февраля 2015 | 31 мая 2017      | 95         | 45         | 18         | 32         | 149        | 104        | +45        | 047,37     |
| ДАК 1904   | 11 июня 2017   | 19 июля 2018     | 39         | 21         | 10         | 8          | 63         | 25         | +38        | 053,85     |
| Венгрия    | 19 июня 2018   |                  | 35         | 16         | 7          | 12         | 47         | 43         | +4         | 045,71     |
| Итого      | Итого          | Итого            | 472        | 193        | 122        | 157        | 644        | 523        | +121       | 040,89     |

## Достижения

### В качестве игрока
Сампдория
- Обладатель Кубка Италии: 1993/1994

### В качестве тренера
Гонвед
- Чемпион Венгрии: 2016/2017

### Индивидуальные
- Лучший тренер чемпионата Венгрии: 2016/2017
- Лучший тренер года в Венгрии: 2020